# Myzostoma excisum
Myzostoma excisum is een ringworm uit de familie Myzostomatidae.
Myzostoma excisum werd in 1883 voor het eerst wetenschappelijk beschreven door Graff.